# Marianne Taube
Marianne Elisabet Margareta Taube, född 16 oktober 1928 i Göteborg, död där 15 februari 1992, var en svensk målare och grafiker.
Hon var dotter till sjökaptenen Bror Gunnar Taube och Anna Elisabeth Margareta Sällström. Taube studerade vid Hovedskous målarskola 1949–1955 samt under studieresor till Frankrike. Hon följde ofta med som passagerare vid faderns resor till olika länder och fick därigenom möjlighet att besöka ett flertal länder och miljöer som senare återspeglades i hennes konst. Separat ställde hon bland annat ut i Uddevalla och på Galleri Arte och Galleri Maneten i Göteborg samt Lilla Paviljongen i Stockholm. Hon medverkade i Göteborgssalongen på Göteborgs mässhall, Liljevalchs konsthalls Stockholmssalong samt ett flertal gånger med Göteborgs konstförening på Göteborgs konsthall. Hennes konst består av blommor, hus, människor, interiörer, miljöbilder samt landskapsskildringar utförda i olja, pastell, akvarell och träsnitt i en romantisk och naivistisk stil. Taube är representerad i Göteborgs kommun och på Moderna museet  i Stockholm. Hon är begravd på Östra kyrkogården i Göteborg.